# Майструк Павло Миколайович
Павло Миколайович Майструк (1 січня 1924, Баранівка (Житомирська область) — 18 вересня 1988, Київ) — український лікар-гігієніст, вчений, доктор медичних наук, директор Київського науково-дослідного інституту гігієни харчування (1971—1984).

## Біографія
Народився 1 січня 1924 року в місті Баранівка Житомирської області в родині службовців. Батько Майструк Микола Павлович, мати — Майструк Тетяна Антонівна. У сім'ї було п'ятеро синів.
До війни вчився та закінчив середню школу. Учасник бойових дій від лютого 1944 року в складі 1-го Українського фронту, артилерист, демобілізований у 1946 році. Після демобілізації з 1947 року вчився в Житомирській фельдшерській школі, яку закінчив з відзнакою у 1949 році. В цьому ж році зарахований до Вінницького державного медичного інституту, який закінчив з відзнакою в 1955 році за спеціальністю лікар-лікувальник з присвоєною кваліфікацією «лікар».
Після закінчення інституту в 1955 році працював головним лікарем районної лікарні в м. Хмельник Вінницької області, потім — хірургом-онкологом і заступником головного лікаря Вінницького обласного онкодиспансера, завідувачем організаційно-методичного відділу, заступником завідувача Обласного відділу охорони здоров'я з лікарської роботи.
З 1956 по 1971 рр. працював головним лікарем Вінницької обласної санітарно-епідеміологічної станції та заступником завідувача Обласного відділу охорони здоров'я з санітарно-епідеміологічної роботи. З вересня 1956 року прийняв керівництво Вінницькою обласною санітарно-епідеміологічною станцією.
У 1964 році захистив кандидатську дисертацію «Матеріали для гігієнічного обґрунтування фторування води».
У 1968 році за заслуги в розвитку охорони здоров'я Президією Верховної Ради УРСР Павлу Миколайовичу Майструку було присвоєне почесне звання «Заслуженого лікаря УРСР».
У травні 1971 року переведений на посаду директора Київського науково-дослідного інституту гігієни харчування МОЗ УРСР.
Одночасно був головним спеціалістом Міністерства охорони здоров'я УРСР з гігієни харчування та дієтології, головою Республіканської проблемної комісії «Гігієна харчування», редактором республіканського міжвідомчого збірника «Рациональное питание», членом редколегій журналів «Вопросы питания» та «Врачебное дело», членом комітету з білка при Державному комітеті з науки та техніки Ради Міністрів СРСР, виконував низку інших суспільних доручень.
З 1971 по 1984 рр. під керівництвом Павла Миколайовича Майструка Київський НДІ гігієни харчування став одним з провідних наукових закладів не тільки України, але й СРСР.
У січні 1977 року захистив докторську дисертацію «Криль — нове джерело повноцінного білка та можливості його застосування в раціональному та лікувально-профілактичному харчуванні».
У 1978 році став Лауреатом Державної премії УРСР за роботу «Теоретичні основи і технології промислового виробництва та застосування високоочищених ферментів глюкозооксидази і каталази та освітлення крові як додаткового джерела харчового білка».
Нагороджений орденами («Трудового Красного Знамени», «Вітчизяної війни ІІ ступеня», «Знак Пошани»), 6 медалями, в роки війни — почесною грамотою ЦК ВЛКСМ.
У червні 1984 року через стрімке прогресування хвороби мусив піти з посади директора НДІ гігієни харчування. Наступні 4 роки продовжував працювати консультантом у цьому ж інституті.
Помер Павло Миколайович Майструк 18 вересня 1988 року на 64-у році життя від тяжкої хвороби. Похований на Байковому кладовищі в м. Київ.